# 帕特里克·汉拉恩
帕特里克·M·「帕特」·汉拉恩（英語：Patrick M. "Pat" Hanrahan，1955年5月8日—），美国计算机图形研究院，斯坦福大学计算机图形实验室计算机科学与电机工程学佳能美国教授，主要研究渲染算法、图形处理器及科学插画与可视化。2019年获图灵奖。

## 教育及学术作品
汉拉恩在威斯康辛州格林贝长大。1977年从威斯康星大学麦迪逊分校获核工程学士学位，之后继续在该校接受教育，1981年以研究生身份教授图像领域的计算机科学课程。他的学生有艺术研究生唐娜·考克斯，考克斯以艺术和科学可视化知名。1985年，他获威斯康星大学麦迪逊分校生物物理学博士学位。1980年，他供职于纽约科技学院计算机图像实验室及艾德文·卡特姆迪吉多设备公司。

## 生涯
作为皮克斯动画工作室，汉拉恩自1986年到1989年曾参与RenderMan界面规范和RenderMan着色语言设计。他也参与皮克斯作品《魔术蛋》（The Magic Egg，1984）、《小锡兵》（1998）和《玩具总动员》（1995）制作。
1989年，汉拉恩加入普林斯顿高等研究院。1995年，他搬到斯坦福大学。2003年与他人共同创办塔谱软件，担任首席科学家。2005年2月，斯坦福大学被美国国土安全部提为首个区域可视化和分析中心，专注信息可视化和可视分析信息的难题。2011年，英特尔研究院宣布资助汉拉恩和英特尔的詹姆斯·赫利（Jim Hurley）共同组建的可视计算机中心。

## 奖项
汉拉恩因渲染和计算机图形研究获得三个奥斯卡金像奖。1993年，汉拉恩与其他皮克斯的创始员工因RenderMan获得科技成果奖。2004年，他因模拟光线在半透明材料中的次表面散射，与斯蒂芬·马什纳（Stephen R. Marschner）和亨里克·万恩·詹森共享奥斯卡科技成果奖。2014年，他因基于物理的渲染概念的形式化及参考实例，共同出版《基于物理的渲染》著作，与马特·法尔和格雷格·汉弗莱斯（Greg Humphreys）共享奥斯卡科技成果奖。
2003年，汉拉恩获得SIGGRAPH斯蒂芬·A·康斯计算机图形杰出创意共享奖，表彰他“主导渲染算法、图形架构和系统，以及计算机图形的新视觉化方法”。他也在1993年获得SIGGRAPH计算机图形成就奖。2018年，他入选计算机协会SIGGRAPH学院创始班。
1999年，他入选美国国家工程院，2007年入选美国文理科学院，2008年入选计算机协会。他也在斯坦福获得三个教学奖。2019年，汉拉恩与卡特姆因在计算机生成图像方面的开拓性工作共同获得图灵奖.